# Mbikou
 Mbikou è un comune del Ciad situato nel dipartimento di La Nya, provincia del Logone Orientale.